# Фарахруд
Фарахруд (на пущунски: د فراه سیند; на персийски: فراه رود) е река в западната част на Афганистан, вливаща се във временното и безотточно езеро Сабари, протичаща през провинциите Гор и Фарах. Дълга е 580 km, а площта на водосборния ѝ басейн е 33 000 km². Река Фарахруд води началото си от южния склон на хребета Банди Баян (съставна част на Средноафганските планини), на 3236 m н.в., в провинция Гор. В горното си течение е типична планинска река, като тече в дълбока и тясна долина на югозапад между хребетите Сиахкох на северозапад и Чихилабдалан (съставни части на Средноафганските планини) на югоизток. В района на град Даулатабад излиза от планините и до устието си тече също в югозападна посока през пустинната равнина Систан. По време на пълноводие се влива във временното и безотточно езеро Сабари (част от системата безотточни езера Хамун), в близост до границата с Иран, на 476 m н.в. Фарахруд е с ясно изразено пролетно пълноводие и епизодични есенни прииждания в резултат на поройни дъждове, а през лятото в долното си течение пресъхва. Водите ѝ се използват за напояване. По долината в долното ѝ течение са разположени градовете Даулатабад и Фарах, административен център на едноименната провинция.